# Teixeira de Aragão
Pour les articles homonymes, voir Aragão.
Augusto Carlos Teixeira de Aragão ComA CheC CheA CheTE (Lisbonne, 15 juin 1823 - Lisbonne, 29 avril 1903) est un militaire, médecine, numismatique, archéologue et historien portugais. En tant qu'officier de l'armée portugaise, il prend sa retraite à partir du grade de général. Il est considéré comme l'un des «pères» de la numismatique dans le pays.

## Biographie
Il est le fils de José Maria Teixeira de Aragão et son épouse, Mariana Hermogéne da Silva. Il est diplômé en médecine, après avoir atteint la position de chirurgien-mor-en-chef de l'armée portugaise.
Comme chirurgien dans la paroisse de Melides comté de Santiago do Cacém, il fait partie de la commission de la providence et aide les nécessiteux touchés par l'épidémie de dysenterie en 1849. Il sert en tant que directeur de l'hôpital militaire de Tavira.
Dès son jeune âge, il se consacre à la collecte de numismatique, qui, couplé avec son activité intellectuelle extraordinaire et une amitié avec Louis Ier de Portugal, lui permet de se plonger en profondeur dans ce domaine de la science.
Dans les années 1860, il est responsable du travail d'une redécouverte du site archéologique de la ville de Balsa (ville romaine) à Tavira.
En 1867, occupant les fonctions de greffier du Bureau du Palais d'Ajuda, il est responsable de l'organisation, du catalogage et de l'exposition du Musée des Antiquités de l'aide, où sont assemblés pièces de grande valeur appartenant au trésor de la Chambre royale portugaise, les couvents disparus et des individus. Il réalise l'acquisition de nouvelles pièces. Il a la tâche d'amener l'objet de la collection royale portugaise lors de l'Exposition universelle de 1867, et la "Commission de l'histoire du travail de" cette exposition attribuée à la collection de médailles d'or. Au cours de la période d'exposition ont eu l'occasion d'entrer en contact avec des personnalités les plus renommés au monde dans le domaine de la numismatique.
En 1870, il publie la description historique des monnaies romaines existants du Cabinet Numismatique du roi. Un an plus tard, il est admis comme membre correspondant de l'Institut brésilien historique et géographique.
En 1874, il rejoint la Société historique indépendance du Portugal-SHIP, après avoir occupé le poste de vice-trésorier de la 1re Commission centrale décembre 1640.
Il publie en 1875, le premier des trois volumes de l'œuvre monumentale de la vue d'ensemble et de pièces historiques frappées dans le nom de Rois, aux gouvernants du Portugal. Teixeira de Aragão planifie un quatrième volume de ce travail, qui comprend les monnaies du Brésil et de l'Afrique occidentale portugaise portugaise, qui n'est jamais écrit.
Dans la même année il fait partie de la Commission de l'Académie royale des Beaux-Arts, nommé par le gouvernement de l'époque, dans le but de proposer la réforme de l'éducation des Beaux-Arts, le plan de l'organisation des musées et le service des monuments historiques et l'archéologie.
Il est élu à la section d'Histoire et d'Archéologie de l'Académie Royale des Sciences de Lisbonne le 28 décembre 1876.
En 1877, il participe à la conférence archéologique de Citânia de Briteiros à Guimarães.
En 1880, il devient membre de la commission créée par l'Association Royale des Architectes et civile Archeologos portugaise (RAACAP), dont l'objectif principal est lié à la question de l'équité en organisant des expositions aux gouvernements sur la conservation des monuments historiques.
Dans l'année 1881 il fait partie du comité organisateur désigné pour l'Exposition spéciale d'art décoratif espagnol et portugais exposées au Victoria and Albert Museum à Londres.
Il est un membre de la Société de Géographie de Lisbonne, la "Société Française de Numismatique" et le Comité des Antiquités de la "Real Academia de la Historia de Madrid". Au Brésil, a été admis en tant que conseiller à l'Institut historique et géographique de São Paulo.

## Travaux
- As minhas ferias. Lisboa: Typographia da Academia das Bellas Artes, 1843. 64p.
- (pt) « Vidigueira: Fragmentos históricos »(Archive.org • Wikiwix • Archive.is • Google • Que faire ?). Beja: O Bejense, 1861.
- (pt) « Vidigueira: Convento do Carmo »(Archive.org • Wikiwix • Archive.is • Google • Que faire ?). Beja: O Bejense, 1861.
- (fr) « Description des monnaies, médailles et autres objets d'art concernant l'histoire portugaise ». Paris: Imprimerie Administrative de Paul Dupont, 1867. 171p.
- Notes sur quelques numismates portugais des XVIIe, XVIIIe et XIXe siècles : lettre a M. le vicomte de Ponton d'Amécourt. Paris: Pillet, 1867.
- (pt) « Relatório sobre o Cemitério Romano Descoberto próximo da cidade de Tavira em Maio de 1868 ». Lisboa: Imprensa Nacional, 1868. 20p.
- (pt) « Descripção Histórica das Moedas Romanas existentes no Gabinete Numismático de sua Magestade EL-Rei O Senhor Dom Luiz I ». Typographya Universal, 1870. 640p.
- (pt) « D. Vasco da Gama e a Villa da Vidigueira D. Vasco da Gama e a Villa da Vidigueira ». Lisboa: Typographya Universal, 1871.
- Typos politicos: Mestre Manoel Camões.[13] Lisboa: Almanach Arsejas - Liv. Arsejas, 1872.
- (pt) « Descrição geral e histórica das moedas cunhadas em nome dos reis, regentes e governadores de Portugal (Tomo I) ». Lisboa: Imprensa Nacional, 1875. 538p.
- (pt) « Descrição geral e histórica das moedas cunhadas em nome dos reis, regentes e governadores de Portugal (Tomo II) ». Lisboa: Imprensa Nacional, 1877. 578p.
- (pt) « Descrição geral e histórica das moedas cunhadas em nome dos reis, regentes e governadores de Portugal (Tomo III) ». Lisboa: Imprensa Nacional, 1880. 714p.
- Revista Militar Tomo XXXVIII. Lisboa, 1886.p. 548-551
- (pt) « Vasco da Gama e a Vidigueira: Estudo historico ». Lisboa: Imprensa Nacional, 1887. 164p.
- (pt) « Anneis: Estudo »(Archive.org • Wikiwix • Archive.is • Google • Que faire ?). Lisboa: Typographia da Academia Real das Sciencias, 1887. 25 p.
- (pt) « Breve noticia sobre o descobrimento da América ». Lisboa: Typographya da Academia Real das Sciencias, 1892. 80p.
- (pt) « Catálogo dos objectos de arte e industria dos indígenas da América que, pelas festas commemorativas do 4º centenário da sua descoberta, a Academia Real das Sciencias de Lisboa envia à Exposição de Madrid »(Archive.org • Wikiwix • Archive.is • Google • Que faire ?). Lisboa: Typographya da Academia Real das Sciencias, 1892. 44p.
- (pt) « Diabruras, santidades e prophecias ». Lisboa: Typographya da Academia Real das Sciencias, 1894. 151p.
- (pt) « Antiguidades romanas de Balsa ». Lisboa: O Archeologo Português, 1896.N.º2.p. 55-57.
- (pt) « Memoria historica sobre os Palacios da residencia dos V. Reys da India ». Manuscrit.

## Décorations et distinctions
- Chevalier de l'Ordre militaire de la Tour et l'Épée, la valeur, loyauté et du mérite (1868).
- Chevalier de l'ordre du Christ
- Commandeur de l'Ordre militaire d'Avis (1870).
- Chevalier de l'Ordre militaire d'Avis (1874).
- Chevalier du Nichan Iftikhar
- Médaille Teixeira de Aragão médaille - inventé par la Société portugaise de la numismatique en 1963 en bronze patiné, avec un diamètre de 70 mm et un poids de 163 g.
- Praça Dr Teixeira de Aragão (place nom), dans la paroisse de Benfica à Lisbonne.
- Lettres [1]
- Expositions [2]
- Les articles de journaux [3]
- Livre articles [4]